# Ernest Gruening

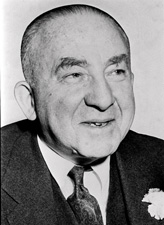
Ernest Gruening

Ernest Henry Gruening, född 6 februari 1887 i New York, New York, död 26 juni 1974 i Washington, D.C., var en amerikansk demokratisk politiker. Han var guvernör i Alaskaterritoriet 1939-1953. Han representerade sedan delstaten Alaska i USA:s senat 1959-1969.
Gruening studerade vid Harvard. Han avlade 1907 sin grundexamen och 1912 läkarexamen. Han arbetade sedan som journalist och tjänstgjorde i artilleriet i första världskriget.
När Alaska blev delstat, valdes Bob Bartlett och Gruening till de två första senatorerna. Gruening omvaldes 1962. Han var motståndare till Vietnamkriget. Han förlorade i demokraternas primärval inför senatsvalet 1968 mot Mike Gravel.
En staty av Gruening finns i National Statuary Hall Collection i Kapitoliumbyggnaden. Han var judisk.